# Chrysochamela
Chrysochamela är ett släkte av korsblommiga växter. Chrysochamela ingår i familjen korsblommiga växter.
Kladogram enligt Catalogue of Life:
| Chrysochamela | \| \| Chrysochamela draboides \| \| \| \| \| \| Chrysochamela noeana \| \| \| \| \| \| Chrysochamela velutina \| \| \| \| |
|               | \| \| Chrysochamela draboides \| \| \| \| \| \| Chrysochamela noeana \| \| \| \| \| \| Chrysochamela velutina \| \| \| \| |
|               | Chrysochamela draboides                                                                                                   |
|               | |
|               | Chrysochamela noeana |
|               | |
|               | Chrysochamela velutina |
|               | |